# 南京大学地学院
南京大学地学院是南京大学历史上的学院之一，肇始于中国最早创立的地学系。

## 历史
- 1921年南京高等师范学校改建国立东南大学，成立中国最早的地学系，设地理气象和地质矿物组[1][2]。
- 1930年中央大学时期，地学系分为地理系和地质系。地理系设地理、气象两组。
- 1944年，地理系气象组独立气象系。此时，地质系、地理系、气象系均设在理学院内。
- 改革开放后，原地学系发展而来的地质系、地理系、气象系设在新成立的地学院内。
- 1986年，气象学系更名为大气科学系。
- 1986年，地质学系更名为地球科学系。2008年，地球科学系扩充为地球科学与工程学院，分为地球科学系、水科学系、地质工程与信息技术系。
- 1987年，地理学系易名为大地海洋科学系；1995年，又易名为城市与资源学系。2006年，原城市与资源学系撤系建院，更名为地理与海洋科学学院，下设国土资源与旅游学系、城市与区域规划系、地理信息科学系、海岸海洋科学系。

## 现状
经过多年发展及调整，原地学院目前分为如下院系：
- 地理与海洋科学学院 
  - 国土资源与旅游学系
  - 城市与区域规划系
  - 地理信息科学系
  - 海岸海洋科学系
- 大氣科學學院
  - 大气科学系
  - 应用气象系
- 地球科学与工程学院 
  - 地球科学系
  - 水科学系
  - 地质工程与信息技术系

## 南京大学地学院（含地科、地海、大气三个学院）校友
南京大学地学院是国内最重要的地学院，中国地学1/3以上的名家大师都在这里求学或深造过。
- 许靖华，美国科学院院士，瑞士苏黎世联邦理工学院地球科学院院长，欧洲地球科学联盟首任会长，曾获世界地学界最高荣誉Twenhofel乌拉斯坦勋章，南京大学世纪校友学术成就金质奖章得主
- 李四光，前全国政协副主席（副国级）、地质部部长，曾任中央大学（1949年更名为南京大学）代理校长、教授
- 赵九章，两弹一星元勋，气象学家、空间物理学家，曾任南大气象系（现为南京大学大气科学学院）教授
- 刘东生，国家最高科技奖得主，地质学家
- 戴金星，地质61，中国天然气之父
- 李善邦，现代地震事业奠基人
- 郑永飞，地科/地质82本，85硕，德国哥廷根大学博士，现任安徽省科技厅副厅长，中国科技大学地球和空间科学学院副院长、中国科学院院士
- 张 经，地科/地质82本，法国居里大学博士、最年轻的中国科学院院士之一
- 郭华东，地科/地质77本，美国俄勒冈州州立大学博士，现任中科院副秘书长、中国科学院院士
- 周忠和，地科/地质86本，美国堪萨斯大学博士，美国科学院外籍院士，现任中科院古脊椎所所长、中国科学院院士
- 刘丛强，地科/地质82本，日本东京大学化学系博士，原日本国立电气通信大学副教授，中科院地球化学研究所研究员、中国科学院院士
- 贾承造，地科/地质1987博士，中石油副总裁，中国石油勘探研究院院长，南京大学能源科学研究院首任院长
- 杨树锋，地科/地质75本、81硕、84博，浙江大学研究生院常务副院长，中国科学院院士
- 周本刚，南大地科/地质86本，现为中国地震局地质所总工程师、国家地震安全性评定委员会委员、全国地震标准化委员会委员
- 朱敏，地质/地科84本，现任中国科学院古脊椎动物与古人类研究所所长
- 沙金庚，地质/地科77本，现任中国科学院南京地质古生物研究所所长
- 夏斌，地质/地科78本、83硕、92博，原中国科学院广州地球化学研究所所长
- 刘丛强，地质/地科82本，现任中国科学院贵阳地球化学研究所所长，中国科学院院士
- 刘禹，地质/地科86本，现任中国科学院地球环境研究所轮执所长、中科院西安分院院长
- 周忠和，地质/地科87本，现任中国科学院古脊椎动物与古人类研究所所长、美国国家科学院院士
- 郭华东，地质/地科77本，现任中国科学院副秘书长、联合国教科文组织国际自然与文化遗产空间技术中心主任、中国科学院对地观测与数字地球科学中心主任
- 沈吉, 地质/地科85本，现任中国科学院南京地理与湖泊研究所所长
- 聂文彪，地质/地科82，现任戴维尼（中国）有限公司（戴维尼珠宝网）CEO，荣膺“2007年中国经济十大创新人物”
- 潘龙泉，现任泉峰集团董事长（地质85）
- 梁顺林， 地理83，现任美国马里兰大学正教授，北京师范大学地理学与遥感科学学院院长，国家“千人计划”特聘专家
- 杨桂山，城市规划/城市与资源学系87本，原中国科学院南京地理与湖泊研究所所长
- 鲍觉民，南开大学经济学院首任院长（地理33）
- 宫 鹏，美国加州大学伯克利分校正教授（地理84）
- 金庆明，南极考察海上科学考察队队长（地理58）
- 涂长望，九三学社主要创始人、常务监事，中央气象局首任局长（大气）
- 陈德亮，现任国际科学理事会主席、瑞典皇家科学院院士、瑞典哥德堡大学正教授（气象83）
- 毛如柏，现任全国人大环资委主任（正部级）（气象61）
- 李小敏，现任江苏省委政法委书记，原江苏省副省长（历史83,城市规划2005）
- 吴 恒，现任广西壮族自治区副主席（地质84）
- 刘振兴，中国第一个空间探测计划首席科学家（气象55）
- 陆全明，中国科学技术大学地球和空间科学学院空间物理专业主任（大气90）
- Zhang Fuqing，美国宾夕法尼亚州立大学正教授（大气94）
- 吴宵光，腾讯副总裁（大气96）
- 杨保军，中国城市规划设计研究院总规划师
- 石楠，中国城市规划学会秘书长

中国科学院地学部院士（43人）　
- 安芷生 巢纪平 戴金星 方　俊 高由禧 郭令智 朱显谟 金玉玕 薛禹群 业治铮 竺可桢
- 李德生 李吉均 李四光 刘东生 刘振兴 任美锷 黄汲清 符淙斌 俞建章 袁见齐 贾承造
- 孙　枢 陶诗言 田在艺 涂长望 王德滋 王　颖 叶笃正 郑永飞 章　申 周志炎 郭华东
- 王　水 翁文波 吴传钧 吴汝康 伍荣生 徐克勤 张本仁 周忠和 朱　夏 刘丛强

中国科学院技术科学学部院士（部分为地学相关）（33人）　
- 毕德显 陈学俊 戴念慈 胡聿贤 黄纬禄 黄文熙 童秉纲 朱森元 夏培肃 徐芝纶 都有为
- 李济生 陆元九 刘敦桢 茅以升 钱　宁 钱锺韩 赵仁恺 祝世宁 严　恺 颜鸣皋 周　仁
- 任新民 孙钟秀 汪胡桢 童宪章 汪闻韶 吴良镛 周惠久 吴培亨 杨廷宝 张钟俊 郑有炓

中国工程院院士（部分为地学相关）（47人）　
- 陈俊愉 陈联寿 陈毓川 戴复东 丁衡高 胡海涛 卢良恕 许绍燮 曾德超 张涤生 王士雯
- 何凤生 黄宗道 黄熙龄 蒋亦元 姜泗长 黎介寿 朱光亚 时铭显 赵仁恺 郑绵平 王正国
- 黎磊石 李　玶 刘大钧 刘守仁 汪菊渊 伦世仪 朱尊权 张全兴 夏德全 方家熊 吴良镛
- 陆元九 陆孝彭 闵恩泽 齐　康 乔登江 任继周 周　镜 刘志红 严　恺 文伏波 吴中伟
- 钟训正 童晓光 于 全

中国科学院地学部2012年新当选的第十五届常务委员会委员名单中，南大校友占总数6/19
- 刘丛强 1982年毕业于南京大学地质系，日本东京大学博士，中国科学院院士
- 张 经 1982年毕业于南京大学地质系，法国居里大学博士，中国科学院院士
- 郑永飞 1982年毕业于南京大学地质系，德国哥廷根大学博士，中国科学院院士
- 贾承造 1977年毕业于南京大学地质系，中国科学院院士，中石油副总裁，中国石油勘探研究院院长，南京大学能源科学研究院首任院长
- 郭华东 1977年毕业于南京大学地质系,美国俄勒冈州州立大学博士，中国科学院副秘书长，中国科学院院士
- 符淙斌 1962年毕业于南京大学气象系气候专业，中国科学院院士